# Dysithamnus puncticeps
El batarito coronipunteado (en Colombia y Ecuador) (Dysithamnus puncticeps), también denominado batarito cabecipunteado (en Costa Rica), hormiguero coronipunteado (en Colombia) o choquita de corona moteada, es una especie de ave paseriforme perteneciente al género Dysithamnus de la familia Thamnophilidae. Es nativo del sureste de América Central y noroeste de América del Sur.

## Distribución y hábitat
Se distribuye desde el sureste de Costa Rica (Limón), Panamá (pendiente del Caribe, también en la pendiente del Pacífico en el extremo este de Panamá y Darién), oeste de Colombia (pendiente del Pacífico, y en el bajo valle del Cauca en Antioquia) y noroeste de Ecuador (hacia el sur hasta Los Ríos y Manabí).
Esta especie es considerada poco común en el sotobosque de bosques húmedos tropicales y subtropicales de baja altitud hasta los 1000 m s. n. m.

## Sistemática

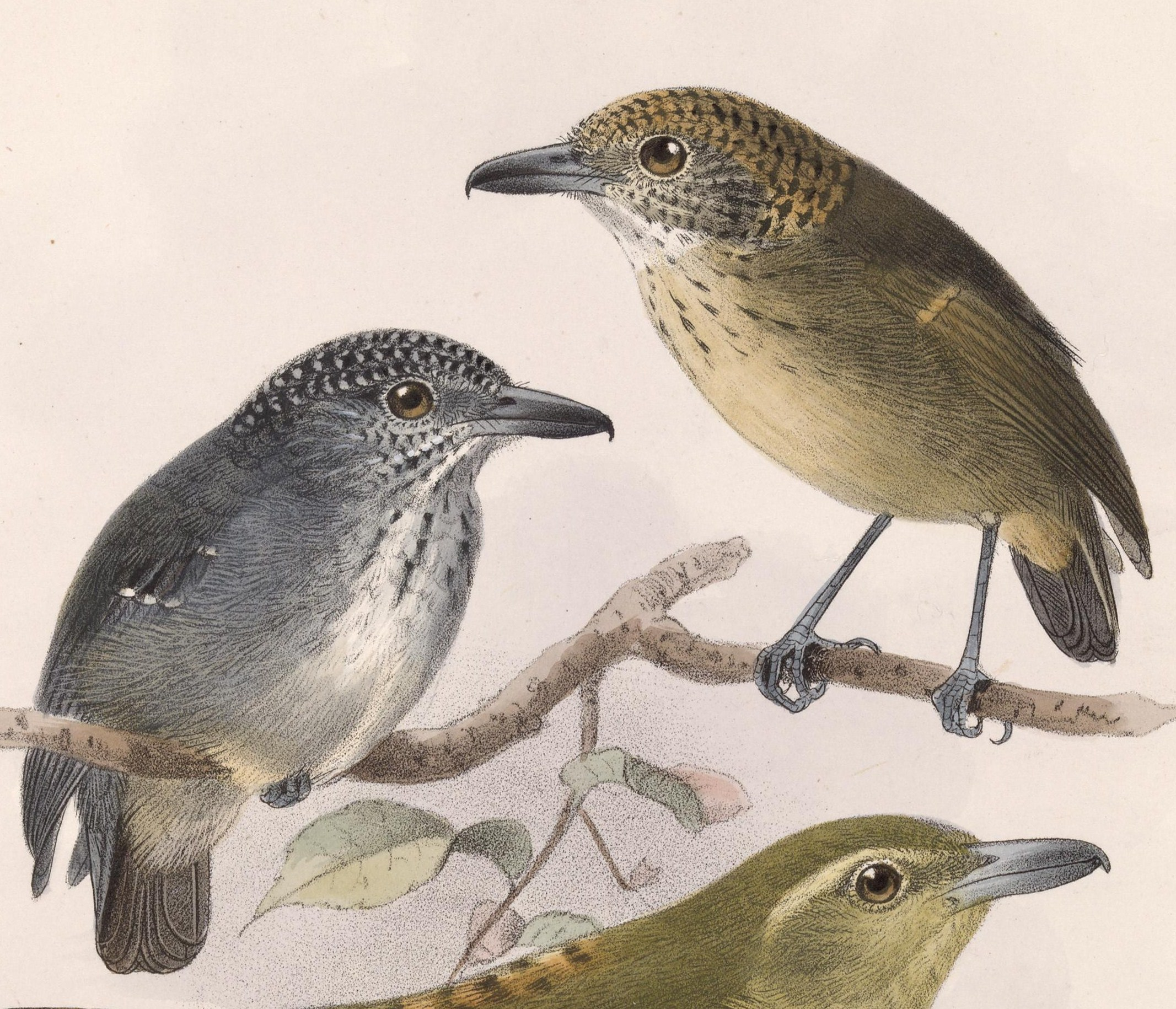
Dysithamnus puncticeps, macho (izquierda) y hembra (derecha), ilustración de Keulemans para Biologia Centrali-Americana, 1902.

### Descripción original
La especie D. puncticeps fue descrita por primera vez por el ornitólogo británico Osbert Salvin en 1866 bajo el mismo nombre científico; localidad tipo «Calovévora, Veraguas, Panamá».

### Etimología
El nombre genérico «Dysithamnus» proviene del griego «duō»: zambullir y «thamnos»: arbusto; enmarañado; significando «que zambulle en los arbustos»; y el nombre de la especie «puncticeps», proviene del latín «punctum»: punto y «ceps»: cabeza; significando «de cabeza punteada».

### Taxonomía
Es monotípica. La presente especie y Dysithamnus xanthopterus, D. mentalis, D. stictothorax y D. striaticeps parecen formar un grupo monofilético con el cual otras especies del género es probable que estén próximamente relacionadas. Las poblaciones del sur de Panamá y oeste de Colombia, descritas como la subespecie intensus Griscom, 1932, y otras del suroeste de Colombia y oeste de Ecuador descritas como la subespecie flemmingi Hartert, 1900, con base en la obscuridad del plumaje, aparentemente intergradan una con la otra y con otras poblaciones; por lo tanto, son consideradas inválidas.